# Sint Maarten Premier League
Die Sint Maarten Premier League ist die höchste Herrenfußballliga auf der niederländischen Karibikinsel Sint Maarten. Die Meisterschaft wird von der Sint Maarten Soccer Association organisiert.

## Geschichte
Obwohl die Sint Maarten Soccer Association erst 1979 gegründet wurde, fand die erste Meisterschaft bereits in der Saison 1975/76 statt, die von P.S.V. gewonnen wurde. Zwischen 1977 und 2000 gab es keine weiteren Meisterschaften, und auch 2001 wurde kein offizieller Meister gekürt. 2002 wurden die Victory Boys Meister, und ab 2005 fanden die Meisterschaften wieder regelmäßiger statt. In den Spielzeiten 2011/12 und 2012/13 wurde ein Turnier (Division Excellence) mit Vereinen aus Saint-Martin, Sint Maarten und Saint-Barthélemy organisiert. Seit der Saison 2021/22 sind die Social Cultural Sport Association, kurz SCSA Eagles, amtierender Meister. Zusammen mit C&D Connection sind sie mit 3 Titeln, Rekordmeister von Sint Maarten.
2017 nahm Flames United als erste Mannschaft von Sint Maarten am CONCACAF Caribbean Cup teil. Der Verein schied bereits in der Gruppenphase aus und belegte mit 0 Punkten den letzten Platz.
Rekordmeister C&D Connection und Flames United zogen sich 2022/23 aus der Liga zurück.

## Aktuelle Saison 2023/24
Abschlusstabelle der Saison 2023/24 in der Sint Maarten Premier League.
| Pl. | Verein          | Sp. | S  | U | N  | Tore    | Diff. | Punkte |
| --- | --------------- | --- | -- | - | -- | ------- | ----- | ------ |
| 1.  | SCSA Eagles (M) | 12  | 10 | 2 | 0  | 062:120 | +50   | 32     |
| 2.  | Belvedere FC    | 12  | 7  | 0 | 5  | 034:280 | +6    | 21     |
| 3.  | 758 Boyz SC     | 12  | 5  | 2 | 5  | 040:200 | +20   | 17     |
| 4.  | FC Soualiga (N) | 12  | 0  | 0 | 12 | 004:800 | −76   | 0      |

## Meisterhistorie
| Saison  | Meister              | Anzahl |
| ------- | -------------------- | ------ |
| 1975/76 | P.S.V.               | (1)    |
| 1977–00 | Unbekannt            |        |
| 2001    | Kein Meister bekannt |        |
| 2002    | Victory Boys         | (1)    |
| 2003–04 | Unbekannt            |        |
| 2005    | C&D Connection FC    | (1)    |
| 2005/06 | C&D Connection FC    | (2)    |
| 2006/07 | D&P Connection FC    | (1)    |
| 2008–10 | Unbekannt            |        |
| 2011–14 | Nicht Ausgespielt    |        |
| 2014/15 | Flames United SC     | (1)    |
| 2018/19 | C&D Connection FC    | (3)    |
| 2019/20 | Nicht Ausgespielt    |        |
| 2020/21 | Flames United SC     | (2)    |
| 2021/22 | SCSA Eagles          | (1)    |
| 2022/23 | SCSA Eagles          | (2)    |
| 2023/24 | SCSA Eagles          | (3)    |